# Antonio Pérez
Antonio Pérez del Hierro (Madrid, Španija; 1540 – Pariz, Francija; 7. april 1611) je bil državni sekretar Španije v času vladavine Filipa II. Danes je znan predvsem po aferi umora Juana de Escobeda in kot eden izmed pobudnikov črne legende (Leyenda negra), razširjena negativna propaganda proti Španiji.

## Zgodnja leta
Antonio Pérez se je rodil leta 1540. Njegov kraj rojstva je danes predmet debate med zgodovinarji. Nekateri trdijo, da je bil rojen v Madridu, medtem ko drugi predlagajo za kraj rojstva še Monreal de Ariza in Valdeconcha v Guadalajari. Izhajal je iz spreobrnjene židovske družine.
Leta 1542 ga je kralj Karel V. razglasil za zakonit sin duhovnika Gonzala Pereza, ki je takrat delal kot državni sekretar.
Otroštvo je preživel v deželi Ebolijskega princa Ruya Gomeza de Silva. Od leta 1554 do 1562 je obiskal najbolj prestižne univerzitete tedanjega časa (Alcala, Lovaina, Benetke, Padova, Salamanca). Po opravljenih študijih se je seznanil z delom svojega očeta, ki je bil tedaj državni sekretar kralja Filipa II. Ob smrti očeta leta 1556, Filip II izbere Antonia za državni sekretar zunanjih zadev na področju Italije. S časoma Antonio pridobi zaupanje kralja Filipa II. Na dvoru je podpiral ebolistično stranko s princem Ebolija na čelu. Tej skupini je nasprotovala stranka pod vodstvom vojvode iz Albe.

## Leta vohunstva
Filip II. je gojil nezaupanje do svojega polbrata Juana Avstrijskega. Z željo, da bi bil obveščen glede njegovih načrtov, je poslal Antonia Pereza k njemu kot vohun. Antonio je igral dvojno igro: po eni strani je izražal naklonjenost Juanu Avstrijskemu in mu hkrati ponujal politično podporo, po drugi strani pa je obveščal kralju Filipu II vse, kar bi mu lahko koristilo.

## Umor Juana de Escobeda
Delo osebnega sekretarja Juana Avstrijskega je opravljal Juan de Escobedo. Za to mesto ga je priporočal sam Antonio Pérez, da bi mu hkrati skrivoma pomagal kot vohun. Antoniu spodleti načrt, saj Escobedo se odloči ostati zvest Juanu Avstrijskemu. Tako je Juan de Escobedo vstopil v nevaren položaj, saj je bil preveč seznanjen z načrti Antonia Péreza. Filip II se je tega zavedal in zato je videl v osebnemu sekretarju Juana Avstrijskega nevarnega sovražnika, katerega je bilo treba odstraniti. To opravilo zaupa Antoniu in tako je bil Juan de Escobedo 31 marca leta 1578 umorjen.

## Sodna preiskava in pobeg v Aragonijo
Smrt Juana de Escobeda sproži preiskavo, pri kateri se razkrije, da je bil Anotnio Pérez vpleten pri načrtovanju njegove smrti. Filip II ni imel druge izbire in je dal zapreti svojega sekretarja 28 julija leta 1579. Sprva je bil obtožen zaradi korupcije, za kar je bil obsojen na 2 leti zapora in 10 let izgnanstva. Kasneje so začeli sodbo zaradi umora. Bilo je v tem času, ko je Antonio Pérez pobegnil iz Kastilije in najdel zatočišče v Aragoniji, kamor je prispel 19 aprila leta 1590.
Filip II ni imel pravice soditi Péreza v Aragoniji za zločin, ki ga je opravil v Kastiliji. Da bi lahko prijel Pereza ga kralj razglasi za heretika, saj je bila španska inkvizicija edina avtoriteta, ki je imela vpliv na celotnem iberskem polotoku. V Zaragozi sprejmejo to odločitev kakor žalitev njihovih zakonov, kar sproži vrsto nemirov. V teh okoliščinah Antonio Perez zapusti Aragonijo in pobegne v Francijo.

## Čas izgnanstva in smrt
V Franciji Antonio Perez se pridruži Henriku IV. Francoskemu in skupaj izvedeta načrte proti Filipu II. Francoske vdore v Španijo se izkažejo za neuspešne, na kar se Perez preseli v Anglijo. Tukaj ponudi oblastem pomembne informacije ključnega pomena za angleški napad na Cadiz leta 1596.
Kasneje v svojem življenju, Antonio Perez se ukvarja s pisanjem.  Njegova dela skušajo predvsem omadeževati ugled Filipa II.  Perez je večkrat neuspešno prosil za odpuščanje španskega dvora. Umrl je v revščini 7 aprila 1615 v Parizu.